# مركز علوم يوكوهاما

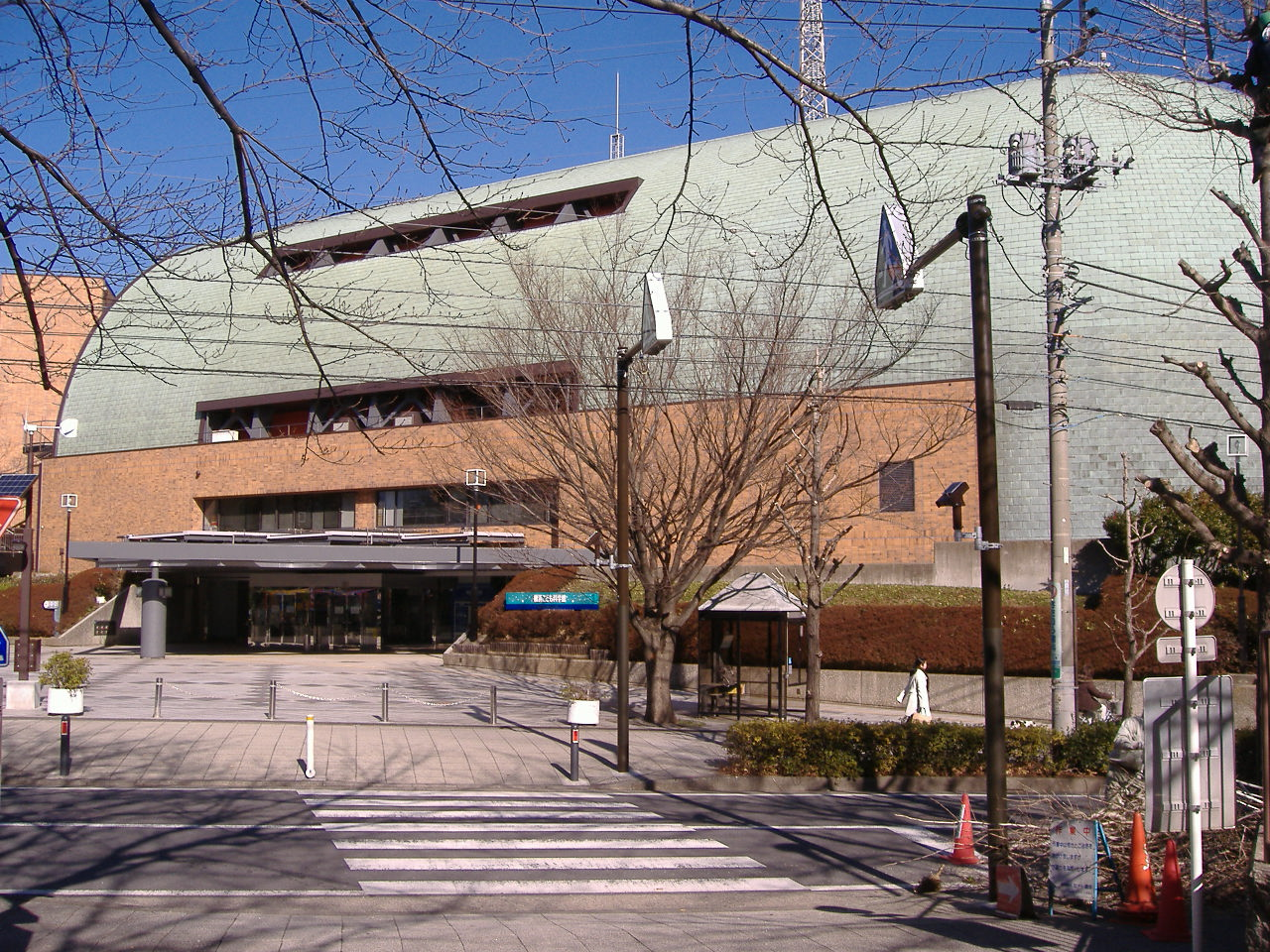
مركز علوم يوكوهاما.

مركز علوم يوكوهاما (باليابانية: 横浜こども科学館 ) هو متحف للعلوم، يقع المتحف في حي ايسوغو كو في مدينة يوكوهاما التابعة لمحافظة كاناغاوا في اليابان، كما ويسمى المتحف أيضًا باسم مركز علوم الفضاء، المتحف يقع تحت رعاية وإشراف بنك يوكوهاما.

## نظرة عامة
يتميز متحف العلوم بتميز قسم الفضاء فيه وتعدد موضوعاته، ويمكن للزوار الاندماج في حياة الفضاء من خلال العروض التفاعلية المتعددة، ومن خلال التجارب بسيطة في مجالات مثل غرفة الكابتن، واكتشاف غرفة الفضاء، وقاعة التدريب الفضائي، ومختبر الفضاء، كما يقدم مسرح الفضاء مساحة كبيرة للزوار يبلغ قطره 23 متر، ومنحدر من 30 درجة على شكل قبة تجريبية سماوية، مدعم بالفيديو الرقمي على شاشة حيوية.

## وصلات خارجية
متحف علوم الفضاء